# Afghanistan Premier League 2018/19
Die Afghanistan Premier League 2018/19 war die erste Saison der im Twenty20-Format ausgetragenen Afghanistan Premier League für afghanische Cricket-Franchises. Sie fand vom 5. bis 21. Oktober 2018 in den Vereinigten Arabischen Emiraten statt. Im Finale konnte sich Balkh Legends gegen Kabul Zwanan mit 4 Wickets durchsetzen.

## Franchises
Dieses Jahr nehmen fünf Franchises am Turnier teil.
| Franchise          | Heimatort       |
| ------------------ | --------------- |
| Balkh Legends      | Masar-e Scharif |
| Kabul Zwanan       | Kabul           |
| Kandahar Knights   | Kandahar        |
| Nangarhar Leopards | Dschalalabad    |
| Paktia Panthers    | Chost           |

## Austragungsort
Aus Sicherheitsgründen wurden die Spiele der afghanischen Mannschaften in den Vereinigten Arabischen Emiraten abgehalten.
| Stadion                             | Stadt   | Kapazität | Spiele                       |
| ----------------------------------- | ------- | --------- | ---------------------------- |
| Sharjah Cricket Association Stadium | Sharjah | 27.000    | Vorrunde, Halbfinale, Finale |

## Kaderlisten
Die Kader wurden am 11. September 2018 bekanntgegeben.
| Twenty20 | Twenty20 | Twenty20 | Twenty20 | Twenty20 |
| Balkh Legends | Kabul Zwanan | Kandahar Knights | Nangarhar Leopards | Paktia Panthers |
| --- | --- | --- | --- | --- |
| - Mohammad Nabi (K) - Chris Gayle - Colin Munro - Ravi Bopara - Aftab Alam - Gulbadin Naib - Mohammad Irfan - Ben Laughlin - Kamran Akmal - Qais Ahmad - Usman Ghani - Ikram Alikhil - Ryan ten Doeschate - Tariq Stanikzai - Asadullah Matani - Farhan Zakhil - Samiullah - Darwish Rasooli - Mohammad Nawaz - Dilshan Munaweera - Malcolm Waller - Mirwais Ashraf - Abdullah Mazari | - Rashid Khan (K) - Luke Ronchi - Hazratullah Zazai - Colin Ingram - Fareed Ahmad - Javed Ahmadi - Sohail Tanvir - Laurie Evans - Wayne Parnell - Shahidullah - Ali Khan - Muslim Musa - Afsar Zazai - Zahir Shehzad - Fitratullah Khawari - Shawkat Zaman - Usman Adil - Zamir Khan - Nasir Totakhil - Nijat Masood - Younas Ahmadzai | - Asghar Afghan (K) - Wahab Riaz - Brendon McCullum - Paul Stirling - Najibullah Zadran - Karim Janat - Tymal Mills - Sam Billings - Iftikhar Ahmed - Amir Hamza - Karim Sadiq - Sayed Shirzad - Mohammad Naveed - Waqar Salamkheil - Abdul Baqi - Waqarullah Ishaq - Waheedullah Shafaq - Nasir Jamal - Kevin O’Brien - Taskin Ahmed - Soumya Sarkar - Mohammad Mithun - Munir Ahmad - Riki Wessels | - Ben Cutting (K) - Tamim Iqbal - Mujeeb Ur Rahman - Andre Russell - Shafiqullah - Najeeb Tarakai - Mitchell McClenaghan - Mushfiqur Rahim - Mohammad Hafeez - Rahmat Shah - Naveen-ul-Haq - Zahir Khan - Sandeep Lamichhane - Fazal Haque - Imran Janat - Khaibar Omar - Sayed Nasratullah - Fazal Niazai - Ibrahim Zadran - Andre Fletcher - Johnson Charles - Anton Devcich - Hashmatullah Shahidi - Nathan Rimmington | - Mohammad Shahzad (K) - Thisara Perera - Shahid Afridi - Cameron Delport - Sharafuddin Ashraf - Samiullah Shenwari - Chris Jordan - Faheem Ashraf - Luke Wright - Azmatullah Omarzai - Rahmanullah Gurbaz - Zia-ur-Rehman - Calum MacLeod - Tahir Khail - Yousuf Zazai - Fazal Zazai - Ihsanullah - Sikandar Raza - Isuru Udana - Ziaur Rahman - Yamin Ahmadzai - Mohammad Sardar - Seekkuge Prasanna - Tahir Khan |

## Format
Die fünf Franchises spielen in einer Gruppe gegen jedes andere Team jeweils zwei Mal. Die ersten vier dieser Gruppe qualifizieren sich für die Playoffs, in denen im Halbfinale und Finale der Sieger ermittelt wird.

## Resultate

### Gruppenphase
Tabelle
Die ersten vier nach der Vorrunde qualifizieren sich für die Playoffs.
| Teams              | Sp. | S | N | NR | P  | NRR    |
| ------------------ | --- | - | - | -- | -- | ------ |
| Balkh Legends      | 8   | 6 | 2 | 0  | 12 | +0.782 |
| Paktia Panthers    | 8   | 5 | 3 | 0  | 10 | +0.144 |
| Kabul Zwanan       | 8   | 4 | 4 | 0  | 8  | −0.070 |
| Nangarhar Leopards | 8   | 3 | 5 | 0  | 6  | −0.582 |
| Kandahar Knights   | 8   | 2 | 6 | 0  | 4  | −0.226 |

### Halbfinale
| 19. Oktober Scorecard | Sharjah | Balkh Legends 235-5 (20)           | – | Nangarhar Leopards 64 (13.1) |
|                       |         | Balkh Legends gewinnt mit 171 Runs |   |                              |

| 20. Oktober Scorecard | Sharjah | Kabul Zwanan 192-9 (20)          | – | Paktia Panthers 102 (14.5) |
|                       |         | Kabul Zwanan gewinnt mit 90 Runs |   |                            |

### Finale
| 21. Oktober Scorecard | Sharjah | Kabul Zwanan 132-9 (20)             | – | Balkh Legends 138-6 (18.1) |
|                       |         | Balkh Legends gewinnt mit 4 Wickets |   |                            |

## Korruptionsfall
Am 10. Mai 2020 wurde der für die Nangarhar Leopards und die afghanische Nationalmannschaft spielende Shafiqullah für Korruptionsvergehen bei diesem Turnier und der Bangladesh Premier League 2018/19 für sechs Jahre von allen Formen des Crickets gesperrt.